# Judith Ferrer i Moro
Judith Ferrer Moro (Canet de Mar, Maresme, 9 de setembre de 1974) és una jugadora d'hoquei sobre patins catalana, ja retirada.
Formada com a davantera al CH Canet, va jugar durant quatre temporades. Posteriorment va jugar al CE Arenys de Munt amb el qual va guanyar un Campionat de Catalunya i un d'Espanya. Internacional amb la selecció espanyola d'hoquei sobre patins, va formar part de la primera selecció estatal de la història. Hi va aconseguir un Campionat del Món el 1994 i una medalla d'argent i una de bronze als Campionat d'Europa. Entre d'altres reconeixements, va rebre el premi honorífic per la seva trajectòria a nivell internacional a la Nit d'esport de Canet de Mar de 2009.

## Palmarès
Clubs
- 1 Lliga catalana d'hoquei patins femenina: 1999-00
- 1 Campionat d'Espanya d'hoquei patins femení: 1998-99

Selecció espanyola
- 1 medalla d'or al Campionat del Món d'hoquei patins femení: 1994
- 1 medalla d'argent al Campionat d'Europa d'hoquei patins femení: 1993
- 1 de medalla de bronze al Campionat d'Europa d'hoquei patins femení: 1991